# Nationaal Park Pieniny (Slowakije)
Nationaal Park Pieniny (Slowaaks: Pieninský národný park) is gelegen in de regio Prešov in het noorden van Slowakije. De oprichting tot nationaal park vond plaats op 16 januari 1967  per decreet (№ 5/1967) van de Slowaakse Nationale Raad (SNR). Was echter al sinds 1976 een beschermd landschap. Nationaal Park Pieniny heeft een oppervlakte van 37,496 km². Ook werd er een bufferzone van 224,44 km² ingesteld. Het Slowaakse park grenst bovendien aan het gelijknamige Poolse Nationaal Park Pieniny. Nationaal Park Pieniny valt onder de Habitatrichtlijn van het Natura 2000-netwerk van de Europese Unie.

## Kenmerken
Nationaal Park Pieniny ligt in het berggebied Pieniny, dat op zijn beurt onderdeel is van het Karpatengebergte. Qua hoogte varieert het gebied tussen de 429 en 1.050 meter boven zeeniveau. Nationaal Park Pieniny bestaat uit een mozaïek van brede heuvels, kloven, kalksteenformaties, graslanden, rivieren en bergbossen. In het noorden en westen van het nationaal park bevindt zich de landgrens met Polen. De rivier Dunajec vormt de westelijke grens van Nationaal Park Pieniny. In Polen ligt het gelijknamige, op 1 juni 1932 opgerichte Nationaal Park Pieniny.

## Fauna
Diersoorten die onder de Habitatrichtlijn vallen zijn onder meer de donauzalm (Hucho hucho), geelbuikvuurpad (Bombina variegata), mopsvleermuis (Barbastella barbastellus), kleine hoefijzerneus (Rhinolophus hipposideros), ingekorven vleermuis (Myotis emarginatus) en otter (Lutra lutra). Andere interessante diersoorten die er voorkomen zijn de vlagzalm (Thymallus thymallus), das (Meles meles), zevenslaper (Glis glis) en het edelhert (Cervus elaphus). Onder de vogels bevinden zich bijvoorbeeld de zwarte ooievaar (Ciconia nigra), schreeuwarend (Clanga pomarina), oehoe (Bubo bubo), drieteenspecht (Picoides tridactylus), zwarte specht (Dryocopus martius), waterspreeuw (Cinclus cinclus) en grote gele kwikstaart (Motacilla cinerea).

## Afbeeldingen

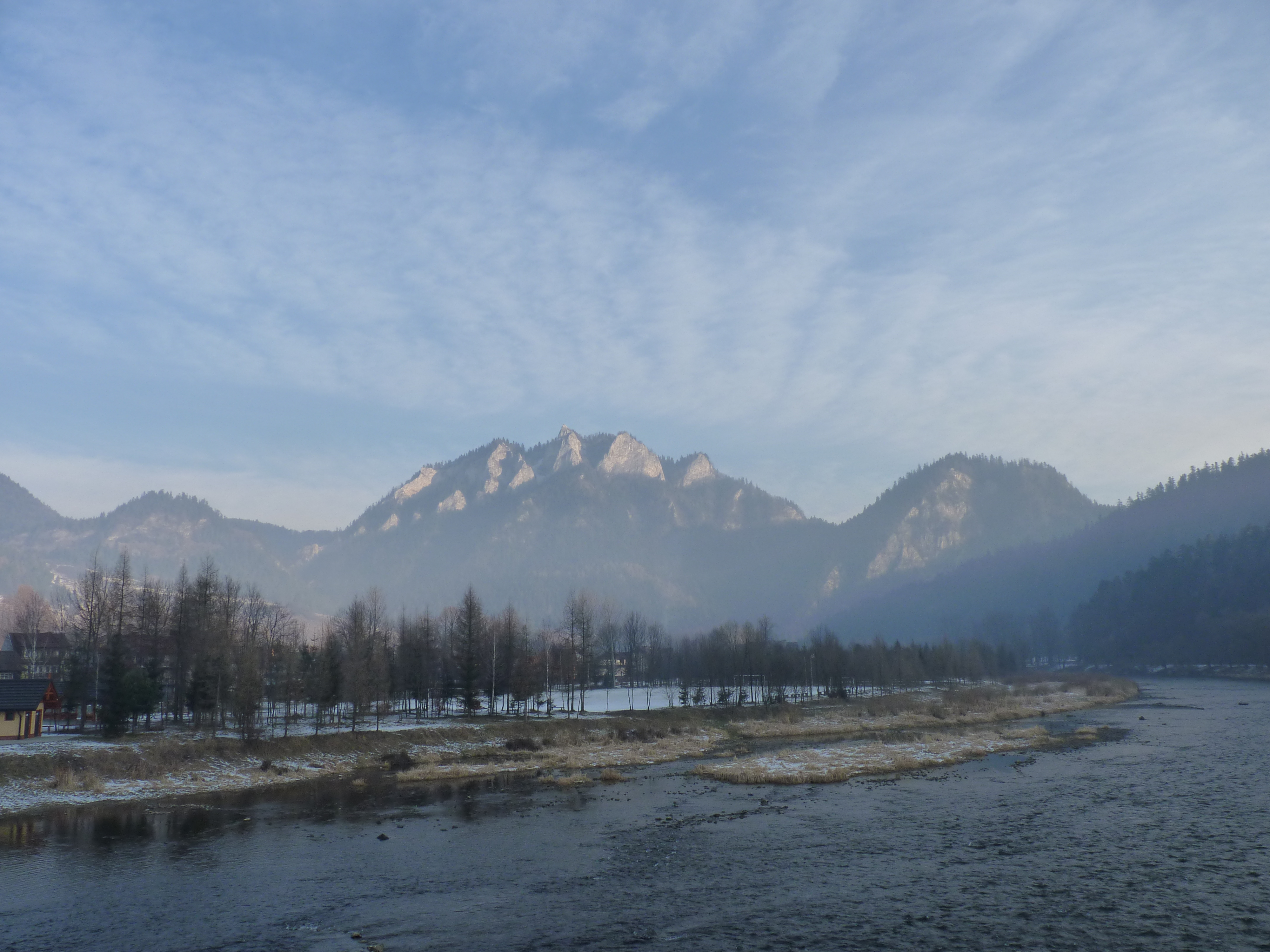
Uitzicht op het Poolse bergmassief Trzy Korony (932 m), vanaf de Dunajec.
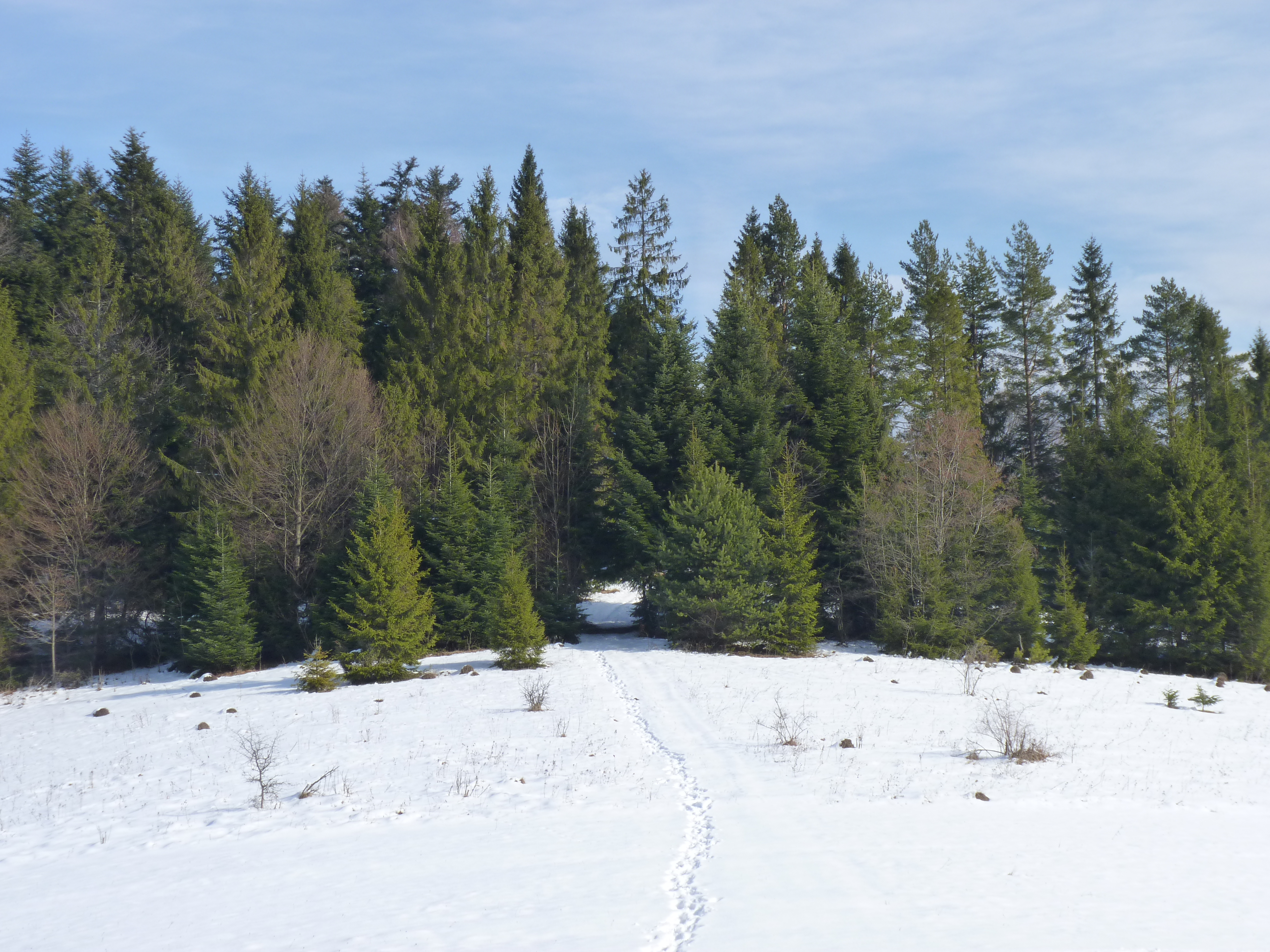
's Winters langs een bosrand in het nationaal park.
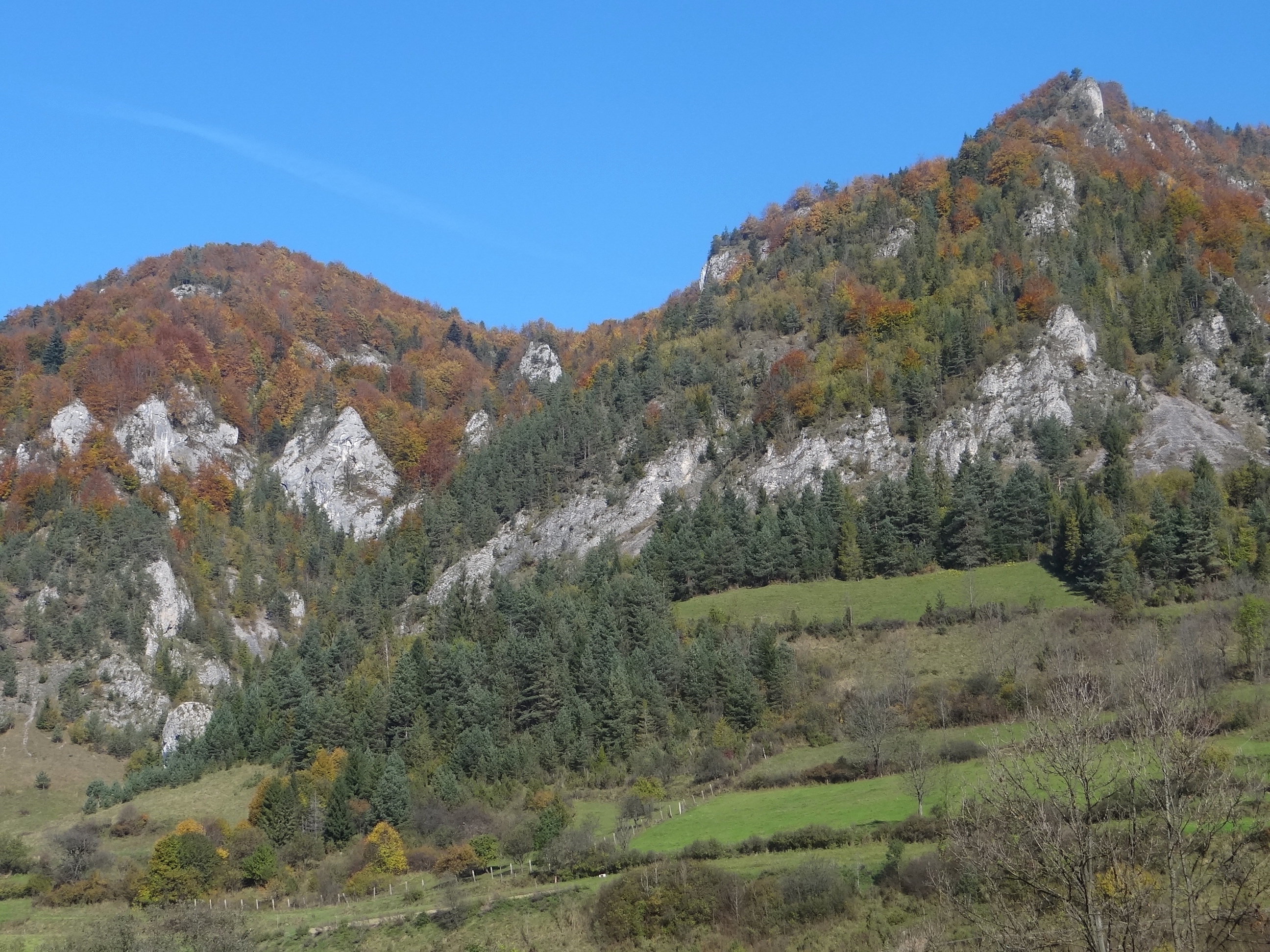
De kalksteenrotsen Haligovské skalý.

Grote Fatra · 
Kleine Fatra · 
Lage Tatra · 
Muránska Planina · 
Pieniny · 
Poloniny · 
Slowaakse Karst · 
Slowaaks Paradijs · 
Tatra